# Pantheon
|  | Denne artikel omhandler Pantheon i Rom. For andre betydninger af opslagsordet, se Panthéon (Paris) eller begrebet panteon |
Pantheon er en bygning ved Piazza della Rotonda i Rom. Den blev oprindelig opført som et antikt romersk tempel i 120 e.Kr. under kejser Hadrian, men har siden starten af 600-tallet været i brug som kirke. Bygningen, hvis mest karakteristiske del er en enorm kuppel bygget af antik romersk beton, har en ekstraordinær plads i den europæiske arkitekturs historie. Dens rolle som forbillede for senere bygningsværker i mange lande kan dårligt overvurderes. Pantheon har gennem århundrederne inspireret arkitekter, og der er mange rådhuse, universiteter og biblioteker rundt om i verden, som minder om Pantheons arkitektoniske formsprog.
Pantheon var, som navnet angiver, et tempel for alle (pan) de (græske og) romerske guder (theon).
Pantheons kuppel var indtil 1960 verdens største.
Siden renæssancen har bygningen også været gravkirke. Blandt andet maleren Rafael (død 1520) ligger begravet her. Det samme gælder de første konger af Huset Savoyen, det forenede Italiens kongehus fra 1861.

## Etymologi
Navnet "Pantheon" stammer fra oldgræsk "Pantheion" (Πάνθειον) der betyder "af relation til" eller "fælles for alle guder": (pan- / "παν-" betyder "alle" + theion / "θεῖον"= betyder "af eller hellig til en gud"). Cassius Dio, en romersk senator, der skrev på græsk, foreslog at navnet enten kom fra statuerne af de mange guder, der er placeret rundt om bygningen, eller fra ligheden med himmelkuplen. Hans usikkerhed indikerer at "Pantheon" (eller Pantheum) blot var et kaldenavn, og ikke det formelle navn på bygningen. Forestillingen om et panteon dedikeret til alle guder er i det hele taget usikkert. Det eneste pantheon der med sikkerhed kan fastslås at være fra før Pantheon i Rom, er det som Agrippa besøgte i Antiokia i Syrien, selvom det først nævnes i kilder fra 500-tallet. Ziegler forsøgte at samle beviser for panteoner, men hans liste består blot af steder dedikeret "til alle guder" eller "til de 12 guder", hvilket ikke nødvendigvis er sande panteon-templer i betydningen et tempel der huser en kult der i bogstaveligste forstand tilbeder alle guder.
Godfrey og Hemsoll pointerer at oldtidens forfattere aldrig refererer til Hadrians Pantheon med ordet aedes, som de bruger om andre templer, og Severan-inskriptionen der er hugget i bygningen skriver blot "Pantheum", ikke "Aedes Panthei" (tempel for alle guder). Det er vigtigt at Dio ikke citerer den simpleste forklaring på navnet - at Pantheon var dedikeret til alle guder. Livius skrev at der var udstedt et dekret om at tempelbygninger (eller muligvis tempel cellae) kun måtte være dedikeret til én guddom, så det ville være klart og tydeligt hvem der ville blive fornærmet hvis bygningen f.eks. blev ramt af et lyn, og fordi det kun var passende at foretage ofre til specifikke guder (27.25.7–10). Godfrey og Hemsoll fastholder at ordet Pantheon "ikke henviser til en bestemt gruppe af guder eller sågar alle guderne, da det kan have haft andre betydninger. ... Ordet pantheus eller pantheos kan bruges på individuelle guddomme. ... Husk at det græske ord θεῖος (theios) ikke behøver at betyde 'til en gud', men kan betyde 'supermenneske' eller sågar 'fremragende'."
Under den franske revolution blev kirken Sainte-Geneviève i Paris omdannet til et verdsligt monument, som i dag er Panthéon i Paris, en mindehal for kendte franskmænd, hvoraf adskillige hundrede er begravet i bygningen. Siden da er ordet panteon, der ifølge dansk retskrivning staves uden h, udover betydningen "en kreds af guder" blevet brugt i almen betydning om en mindehal, evt. en begravelsesplads for berømte personer.

## Bygningens historie
Pantheon er en af de få antikke bygninger, som har været i brug lige siden den blev bygget. Den opførtes omkring år 120 e.Kr. af kejser Hadrian og afløste et tempel, som Augustus' generel og svigersøn, konsul Marcus Vipsanius Agrippa, lod opføre 27 f.Kr. Agrippas bygning var planlagt som en helligdom for Augustus, hvilket denne dog modsatte sig. Få dele er bevaret af denne bygning, deriblandt porticoens indskrift M.AGRIPPA.L.F.COS.TERTIUM.FECIT, forkortelse for MARCUS AGRIPPA, LUCII FILIUS, CONSUL TERTIUM, FECIT Marcus Agrippa, Lucius' søn, konsul for tredje gang, byggede. Indskriften ses i dag på porticoen med bronzebogstaver.
I det 3. århundrede foretog kejserne Septimius Severus og Caracalla forskellige ændringer på bygningen.
I 609 fik pave Bonifatius 4. bygningen af den byzantinske kejser Fokas, og samme år blev den indviet som en kirke for jomfru Maria og martyrerne under navnet Santa Maria ad Martyres. Anvendelsen som kirke reddede bygningen fra den skæbne, som blev så mange andre markante romerske bygningsværkers lod, idet de blev ødelagt i løbet af den tidlige middelalder. Mange værdifulde bygningsdele og værdigenstande blev dog fjernet fra templet i tidens løb. Det gjaldt således kuplens oprindelige forgyldte bronzetag, dens ydre bronzebeklædning og en række bronzebjælker fra forhallen, der under pave Urban 8. blev omstøbt, bl.a. til kanoner på den pavelige borg Castel Sant'Angelo (Engelsborg).

## Beskrivelse
Pantheon ligger på Marsmarken, og bygningens forhal med 24 korintiske søjler vender ud imod Piazza della Rotonda. Forhallen adskilles fra hovedbygningen af to 7 meter høje antikke bronzedøre, som er de tidligst kendte eksemplarer af bronzedøre i så store dimensioner. Hovedbygningen er er en enorm betoncylinder, der er opført af romersk beton og beklædt med teglsten. Ovenpå hviler den store kuppel, der vejer omkring 5.000 ton og ligeledes er betonstøbt. Romerne udbredte kendskabet til beton i datidens kendte verden, og Pantheons kuppel er i dag det mest berømte bygningsværk, der bærer vidnesbyrd om den antikke udnyttelse af beton.
Den eneste lyskilde i kirkerummet er kuplens cirkelrunde åbning i toppen, kaldet Pantheons øje, der måler knap 9 m i diameter. Når solens stråler falder ind igennem øjet, giver det en slående virkning på tilskuerne i kirken. I tempelrummet er der en række nicher, der oprindelig rummede statuer af forskellige guder.
Højden inden i Pantheon er 43,3 m. Gulvradius er 21,65 m, hvilket samtidig svarer til den indvendige højde i den betoncylinder, som bærer kuplen.

## Gravpladser
Kirken rummer grave for mange kendte mennesker, således maleren Rafael og to af det moderne Italiens konger, Victor Emanuel 2. og Umberto 1. Ved Italiens samling omkring 1870 blev kirken nemlig udpeget til den italienske kongefamilies, Huset Savoyens, gravplads. De to konger blev dog de eneste af dynastiet, der også døde som konger af Italien.
I kirken findes også billedhuggeren Bertel Thorvaldsens mindesmærke over kardinalen og statsmanden Ercole Consalvi. Kardinalen selv ligger dog begravet i den nærliggende kirke San Marcello al Corso.

## Indflydelse
Som et af de bedst bevarede eksempler på romerrigets monumentale bygningsstil har Pantheon haft enorm indflydelse på vestens arkitektur, især fra og med renæssancen og i den nyklassicistiske periode. Det skyldes ikke mindst bygningens størrelse kombineret med dens enkle proportioner. Det første eksempel på efterlignelse var Brunelleschis 42 m store kuppel på domkirken i Firenze, der stod færdig i 1436.
Blandt øvrige nævneværdige kirkebygninger, der er blevet modelleret efter Pantheon, er Santa Maria Assunta (1664) i Ariccia af Gian Lorenzo Bernini, der blev bygget i forbindelse med hans arbejde med at restaurere den oprindelige romerske bygnigng, Belle Isle House (1774) i England og Thomas Jeffersons bibliotek på University of Virginia, The Rotunda (1817–1826). Øvrige bygninger inspireret af Pantheon tæller Mosta-domkirken på Malta (1833). Af nævneværdige rekonstruktioner af Pantheon tæller også The Rotunda (1818), der ikke længere eksisterer.
Portikum-og-kuppelformen fra Pantheon kan også ses i mange andre bygninger fra 1800-tallet og 1900-tallet; adskillige regeringsbygninger, rådhuse, universitetsbygninger og andre offentlige bygninger kopierer Pantheons opbygning i større eller mindre grad.

### Indflydelse i Danmark
Pantheon har også påvirket danske arkitekter. Det gælder således kuplen på Christiansborg Slotskirke, der blev opført af C.F. Hansen i 1810-1826, og som bærer tydelig inspiration fra det romerske tempel. Det samme er tilfældet for den runde gasbeholder ved Østre Gasværk, tegnet af arkitekt Martin Nyrop og opført i 1881-1883, der med sin runde, ikoniske form og størrelsen som en af de største kuppelkonstruktioner i Norden har klare referencer til Pantheon.
Det runde gårdrum i Politigården i København, som Aage Rafn skabte, og som blev opført 1918-1924, har ligeledes hentet inspiration fra den romerske bygning. Med sine 44 meter i diameter har rummet næsten præcis samme udstrækning som Pantheons 43,4 meter. Også udformningen af kuppelsalen på Faaborg Museum, tegnet af arkitekt Carl Petersen, står i gæld til Pantheon.
Den mest storslåede danske efterklang af Pantheon er dog aldrig blevet virkeliggjort: C.F. Harsdorff, klassicismens dominerende danske arkitekt, udarbejdede i 1795 et storstilet projekt til at fuldføre Frederikskirken i København (Marmorkirken). Kirken havde ligget hen som en ruin i en årrække, da dens oprindelige arkitekt Nicolas-Henri Jardin havde måttet efterlade sit arbejde ufuldført, idet omkostningerne blev for store. Harsdorff foreslog en fuldførelse af bygningen, så den fik form som en 1700-tals-parafrase over Pantheon. Projektet skulle have været Harsdorffs kirkelige hovedværk, men kom aldrig længere end til udarbejdelsen af en model. Planen blev ellers godkendt og pengene bevilget, men opførelsen blev sat i bero, da Harsdorff kort efter døde. Hans model i træ findes stadig i dag i udstillingsbygningen på Charlottenborg.